# ツユクサ科
ツユクサ科(ツユクサか、Commelinaceae)は単子葉植物に属する科で、ツユクサ目を構成する5科の中では最大の41属約650種を含む。ムラサキツユクサ、ムラサキオモト等の園芸植物の他、日本にはツユクサ、イボクサ、ヤブミョウガなどが自生する。ツユクサ科は熱帯から温帯にかけて分布するが、旧熱帯・新熱帯で多様性が高く、両方にまたがって分布する属もある。花や花序などは、被子植物の中でも特に形態的な変異に富むとされる。
ツユクサ科は分類学の歴史の中では古くから認められ続けており、DNAの分子系統学に基づくAPG体系においても、1998年のAPG Iから2016年のAPG IVまで変わらず採用されている。
ツユクサ科は草本植物で、多くは茎がしっかり伸び、節が多少膨らむ。花は開花から1日と持たずにしぼみ、蜜腺を欠き、送粉者に対する報酬は花粉のみである。両性花の他に雄花を持つ植物も多く、雌しべの発達具合以外にも、小花柄の長さ、花糸の長さや曲がり具合、雄しべの数などに差がある。また、多くの種では開花の時期や時刻がある程度決まっているが、これは生殖隔離に関わっていると考えられていて、雄花と両性花の開花時刻に差がある例もある。ツユクサ科の花は実際よりも報酬を多く用意しているように見せかけていることがあり、雄しべの黄色い毛、広い葯隔、稔性のない仮雄しべなどが見られる。

## 特徴

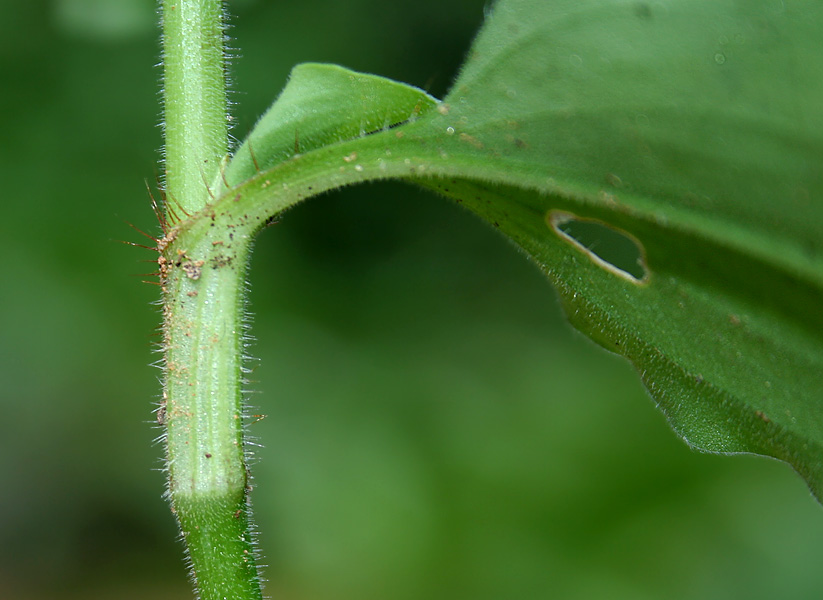
葉鞘(マルバツユクサ)

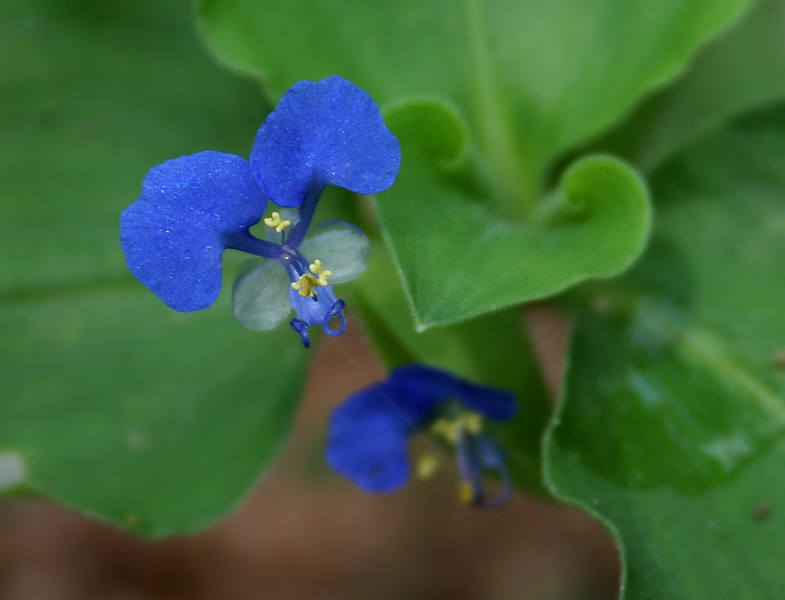
マルバツユクサ。ツユクサ科では、展葉中の葉は両側表向きに巻く種が多い。マルバツユクサでは、花弁には爪部があり、二型が見られ、雄しべにも多型がある。

多く多年草で、時に一年草。普通は地上性だが、水生植物もあり、コクリオステマ属は着生植物である。茎は直立するか、這って斜上する。しばしば節から発根し、匍匐茎を伸ばして無性的に繁殖する。アオイカズラ属などつる性になるものもある。地下には根茎をもつものもあり、根はひげ根や塊根になる。
葉の基部は葉鞘になって茎を取りまく。イネ科でも葉鞘は見られるが、ツユクサ科は葉鞘が閉じており、葉舌を持たない点で異なる。葉は互生し、2列生や螺生になる。葉は単葉で全縁、しばしば多肉質になり、葉柄をもつものもある。ツユクサ科の特徴の1つに、芽内姿勢が内巻きになり、葉の表側で両縁が中軸にむかって巻き込むことが挙げられる。ただしこれには例外もあり、葉が1枚ずつあるいは複数枚まとまって片巻きになる種もある。
花序は頂生または腋生し、コレオトリュペ属やヤンバルミョウガ属では腋芽が葉鞘を貫通する。花序は1-多数の蠍状花序で構成される円錐花序で、サソリの尾のように巻いた花序が中心の軸につくが、大きく特殊化していることもある。花序全体やそれぞれの蠍型花序の基部にはしばしば総苞または苞がつき、ツユクサやムラサキツユクサのように大きく発達することもある。
花は放射相称または左右相称で、咲いている時間は短く、花弁は開花後数時間で溶けてしまうことが多い。多くは両性花のみを持つが、雄性両全性同株も少なくない。まれにCallisia repens のような雌性両全性同株や、雄性雌性両全性同株、雌雄同株の種もある。萼片は3つで、同形または異形、離生するか基部が合着し、緑色または花弁状。花弁は3つで、同形または二型があり、離生するか基部で合着し、白、黄色、青～オレンジ色。花弁には爪部がある（基部が細長い）ものもある。雄しべは基本的に6本で2輪生だが、種によっては数本が欠ける。雄しべの形態や配置は実に多様である。多くの属では2-4個が不稔の仮おしべになっており、その位置は様々で、稔性を持つ完全雄しべと交互に位置する種もあれば、上半分または下半分に集中する種もある。完全雄しべしか持たない場合でも、雄しべに多型がみられることがある。花糸は多くの属で有毛だが、1つの花の中で有毛のものと無毛のものが両方見られることもある。花粉は葯の側方が縦裂して放出されることが多いが、先端で孔開して放出される種もある。

## 分類
ツユクサ科の分類体系として広く認められるのは、Faden & Hunt (1991)及びFaden (1998) のものである。ここでは、ツユクサ科には2亜科4連7亜連が認められる。分子系統の情報は、Evans et al. (2003)、Wade et al. (2006)、Hertweck et al. (2014)に基づく。

### カルトネマ亜科
2連2属7-8種からなる。ある種のトライコーム（glandular microhair、「腺毛状微小毛」の意）を欠くこと、葉や茎に腺毛を持つこと、花が黄色く放射相称で、種子の発芽孔が周辺が窪んでいないことが特徴。分子系統解析では、トリケラテラ連の解析はまだ行われていないものの、少なくともカルトネマ連がツユクサ亜科の姉妹群になることがわかっている。

#### カルトネマ連
オーストラリアに1属が分布する。葉に針状シュウ酸カルシウム結晶を含む細胞列がなく、花序は穂状花序。
- カルトネマ属 Cartonema

#### トリケラテラ連
アフリカに1属が分布する。葉脈の間に距離を置いて針状シュウ酸カルシウム結晶を含む細胞列があり、花序は単生する蠍型花序。
- トリケラテラ属 Triceratella

### ツユクサ亜科
2連39属からなる。ある種のトライコーム（glandular microhair）を持ち、針状シュウ酸カルシウム結晶を含む細胞列が葉脈に沿って見られる。花の形態は様々だが、黄色かつ放射相称のものはない。2つの連が設けられており、気孔の副細胞の配置、花粉の形態、花糸の毛の形状、染色体のサイズによって区別されるが、いずれにも例外がある。分子系統解析でも単系統群として支持されている。

#### ムラサキツユクサ連
新大陸を中心に、アジア、アフリカにかけて26属約300種が分布する。分子系統解析では必ずしも単系統群にはならない。

##### パリソタ亜連
アフリカに1属約30種が分布する。液果をつける点、また、完全雄しべは3本で、花弁に対してつく点が特徴とされる。分子系統樹では、ツユクサ亜科の基部に位置する系統の一つとなり、ムラサキツユクサ連の他の亜連と単系統群になるかは不明である。
- パリソタ属 Palisota

##### アオイカズラ亜連
インド・東南アジア・東アジアに3属約8種が分布する。つる性になるものが多く、花弁が萼片より細い。分子系統樹ではムラサキツユクサ連の基部に位置する。
- アオイカズラ属 Streptolirion
- スパトリリオン属 Spatholirion
- アエテオリリオン属 Aetheolirion

##### キュアノティス亜連
アフリカ・アジアに2属が分布する。葉は多肉質で、ムラサキツユクサに似た放射相称をつける。種子の発芽孔は先端部にある。分子系統樹ではコレオトリュペ亜連の姉妹群になる。
- キュアノティス属 Cyanotis
- ベロシュナプシス属 Belosynapsis

##### コレオトリュペ亜連
アジア・アフリカに3属が分布する。花序は短く、葉鞘を突き破る。種子には仮種皮が発達する。分子系統樹ではキュアノティス亜連の姉妹群になる。
- コレオトリュペ属 Coleotrype

- ヤンバルミョウガ属 Amyschotolype - ヤンバルミョウガ

- ポランドラ属 Porandra

##### ディコリサンドラ亜連

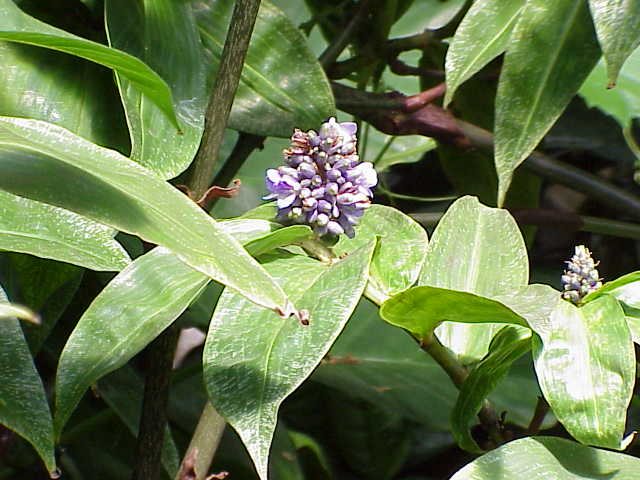
コダチハカタカラクサ Dichorisandra reginae

中南米に5属約60種が分布する。形態的には多様だが、細胞学的には染色体が大きく、基本数X=19という特徴がある。分子系統では2つの形態的によくまとまるクレードに分かれることが明らかになっており、側系統の可能性が高いとされる。
- ディコリサンドラ属（コダチハカタカラクサ属） Dichorisandra

- シデラシス属 Siderasis
- ゲオゲナントゥス属 Geogenanthus
- プラウマニアントゥス属 Plowmanianthus
- コクリオステマ属 Cochliostema

##### テュルサンテムム亜連
北米南部から中南米に6属が分布する。ムラサキツユクサ亜連に似るが、花序の形態が異なる。分子系統解析ではおおむね側系統群となり、エラシス属はムラサキツユクサ亜連の中に入ることが分かっている。ムラサキツユクサ亜連にまとめる意見もある。
- テュルサンテムム属 Thyrsanthemum
- ティナンティア属 Tinantia
- ウェルデニア属 Weldenia
- エラシス属 Elasis
- ギバソイデス属 Gibasoides
- マトゥダントゥス属 Matudanthus

##### ムラサキツユクサ亜連
新大陸に4属が分布する。2つの蠍型花序が逆向きについて１つの花序となるのが特徴。分子系統解析ではおおむね単系統群となる。
- ムラサキツユクサ属 Tradescantia - ムラサキツユクサ、オオムラサキツユクサ、ムラサキオモト、ムラサキゴテン、ノハカタカラクサ、トキワツユクサ

- カリシア属　Callisia
- トリポガンドラ属　Tripogandra

- ギバシス属 Gibasis - ブライダルベール

##### 所属不明
サウワレア属 Sauvallea

#### ツユクサ連
アジア・アフリカを中心に、新大陸にかけて約13属と約350種が分布する。分子系統解析でも単系統群として支持される。
- ツユクサ属 Commelina - ツユクサ、マルバツユクサ、シマツユクサ、ホウライツユクサ、ナンバンツユクサ

- ヤブミョウガ属 Pollia - ヤブミョウガ、コヤブミョウガ、ナンゴクミョウガ、ザルゾコミョウガ

- ポリスパタ属 Polyspatha
- アネイレマ属 Aneilema
- ロパレポラ属 Rhopalephora
- ディクテュオスペルムム属 Dictyospermum
- フロスコパ属 Floscopa
- スタンフィールディエラ属 Stanfieldiella

- イボクサ属 Murdannia - イボクサ、シマイボクサ

- アンテリコプシス属 Anthericopsis
- ブフォレスティア属 Buforrestia
- プセウドパリス属 Pseudoparis
- タペオカルパ属 Tapheocarpa